# Знаменитий детектив Блюмквіст
«Знаменитий детектив Блюмквіст» — книга шведської письменниці Астрід Ліндґрен,  вперше опублікована в 1946 році. Книга і дві інші книги з серії розповідають про те, як Калле Блюмквіст разом з іншими підлітками допомагає поліції вирішувати кримінальні справи. Загалом, книги про Калле Бломквіста були перекладені 32 мовами. 

## Сюжет
Йдуть літні канікули і троє 13-річних друзів Калле, Андерс і Ева-Лотта трохи нудяться. Одного разу, з'являється дядько Ейнар, двоюрідний брат матері Еви-Лотти. Дядько Ейнар приводить трьох підлітків до руїни за містом і за допомогою відмички відчинає двері в підвал. Коли вони пізніше питимуть каву в кондитерській, Ейнара цікавить лише сторінка з останніми новинами у вечірній газеті. У господарському магазині він купує ліхтарик, хоча на вулиці середина літа. 
Калле швидко вирішує, що Ейнар - щось приховує і його потрібно контролювати. Коли Ейнар просить його віднести лист на почту, Калле записує ім'я одержувача у свій блокнот. Однієї ночі Калле прокидається і дивиться у вікно, він бачить, як Ейнар вилазить з вікна й кудись крадеться. 
Троє молодих людей вирішують організувати циркову виставу. Ейнар хоче показати, що він може ходити на руках, але в результаті губить свою відмичку. Калле її підбирає та пізніше підкрадається до руїн замку та йде вниз у замкнений підвал. Хтось був тут після того як вони були тут з Ейнаром вперше, на підлозі Калле знаходить перлину. 
Одного разу Калле почув, що Ейнар скаржиться на поганий сон матері Еви-Лотти. Вона обіцяє, що дістане йому снодійне. Тієї ж ночі Калле прокрадається в кімнату Ейнара і бере його відбитки пальців поки той спить. Коли Калле виходить з кімнати, він скидає квітковий горщик на підлогу. Шум змушує Ейнара прокинутися, і він направляє пістолет на Калле. Калле робить вигляд, що він лунатик, і Ейнар, здається, приймає пояснення. 
Коли Калле знаходиться в міському готелі, два таємничих чоловіки запитують швейцара, чи вони мають гостя на ім'я Ейнар Бране або Ейнар Ліндеберг. Калле розуміє що вони шукають дядька Ейнара та записує їхні примети, їхній номер авто та змальовує відбитки шин. В гостьовій книзі готелю також записані їх імена, Артур Крок та Івар Редіг. 
Троє підлітків називають себе Біла Троянда, і вони знаходяться у постійній боротьбі з Сікстеном, Бенкою і Джонте з Червоної Троянди. Коли Калле залазить на клен для спостереження, він бачить, як Торе і Івар нарешті знаходять дядька Ейнара. Зі їхньої бесіди він розуміє, що вони троє разом щось вкрали, але Ейнар тоді пішов зі здобиччю. Калле витягає журнал, який він зберіг після відвідування кондитерської, і знаходить у ній статтю про коштовності вартістю 100 тисяч шведських крон, які були викрадені внаслідок крадіжки зі зломом в Естермальмі у Стокгольмі. Дядько Ейнар приїхав до Лілчепінгу після того як відбулася крадіжка. 
Калле посилає листа до кримінальної поліції в Стокгольмі із відбитками пальців Ейнара, а потім розповідає про свої розслідування і підозри Андерсу і Еві. Калле підозрює, що дядько Ейнар, напевно, сховав свою здобич у зачиненому підвалі у руїнах замку, і там вони знаходять дорогоцінні камені в закопаному металевому ящику. 
На наступний день Ейнар зник безслідно. Підлітки підкрадаються до руїн замку ще раз, щоб побачити, чи залишилися троє поганих хлопців шукаючи ящик. Замість цього вони знаходять пов'язаного по руках і ногах дядька Ейнара в підвалі. Коли Андерс біжить щоб покликати поліцію, з'являються Крок і Редіг. Молоді люди змушені розповісти, де знаходиться коробка - у штабі «Білих троянд» на горищі у пекарні. Погані хлопці замикають трьох підлітків у підвалі. 
Калле знаходить забутий ліхтар Ейнара на підлозі, але вони все ще змушені залишатися в темряві кілька годин. Ніхто не знає, що вони пішли до руїн замку, але врешті-решт вони знаходять прохід підвалу, який виводить їх назовні. Вони біжать додому, так швидко як тільки вони можуть, але їх там зустрічає кримінальна поліція зі Стокгольма. Відбитки, відправлені Калле поштою, викликали інтерес поліції, і трьом підліткам дозволили сидіти на задньому сидінні, коли кримінальна поліція розпочала погоню за автомобілем з трьома поганими хлопцями, які тільки що залишили місто. 
Після стрілянини злодії заїжджають в канаву, і їх заарештовує поліція. Вдячний банкір, чиї дорогоцінні камені тепер можуть бути повернуті, нагороджує трьох підлітків десятьма тисячами шведських крон. 

## Екранізації
Перша екранізація з'явилася вже в 1947 році, і зрежисована Рольфом Гусбергом, див. Майстер-детектив Бломквіст. Книга також стала телевізійним фільмом в Чехословаччині в 1971 році під назвою Podezřelé prázdniny і в Радянському Союзі, а саме в Литві, 1976 р., під назвою Приключения Калле-сыщика.

### Друковані джерела
- Astrid Lindgren (1946). Mästerdetektiven Blomkvist. Stockholm: Rabén & Sjögren. ISBN 91-29-41647-7
- Kvint, Kerstin; Peterson Martin (2002). Astrid världen över: en selektiv bibliografi 1946-2002 = Astrid worldwide : a selective bibliography 1946-2002 (1. uppl.). Stockholm: Kvint. Libris 8816986. ISBN 91-88374-26-2